# Fractura tectonică Seliște

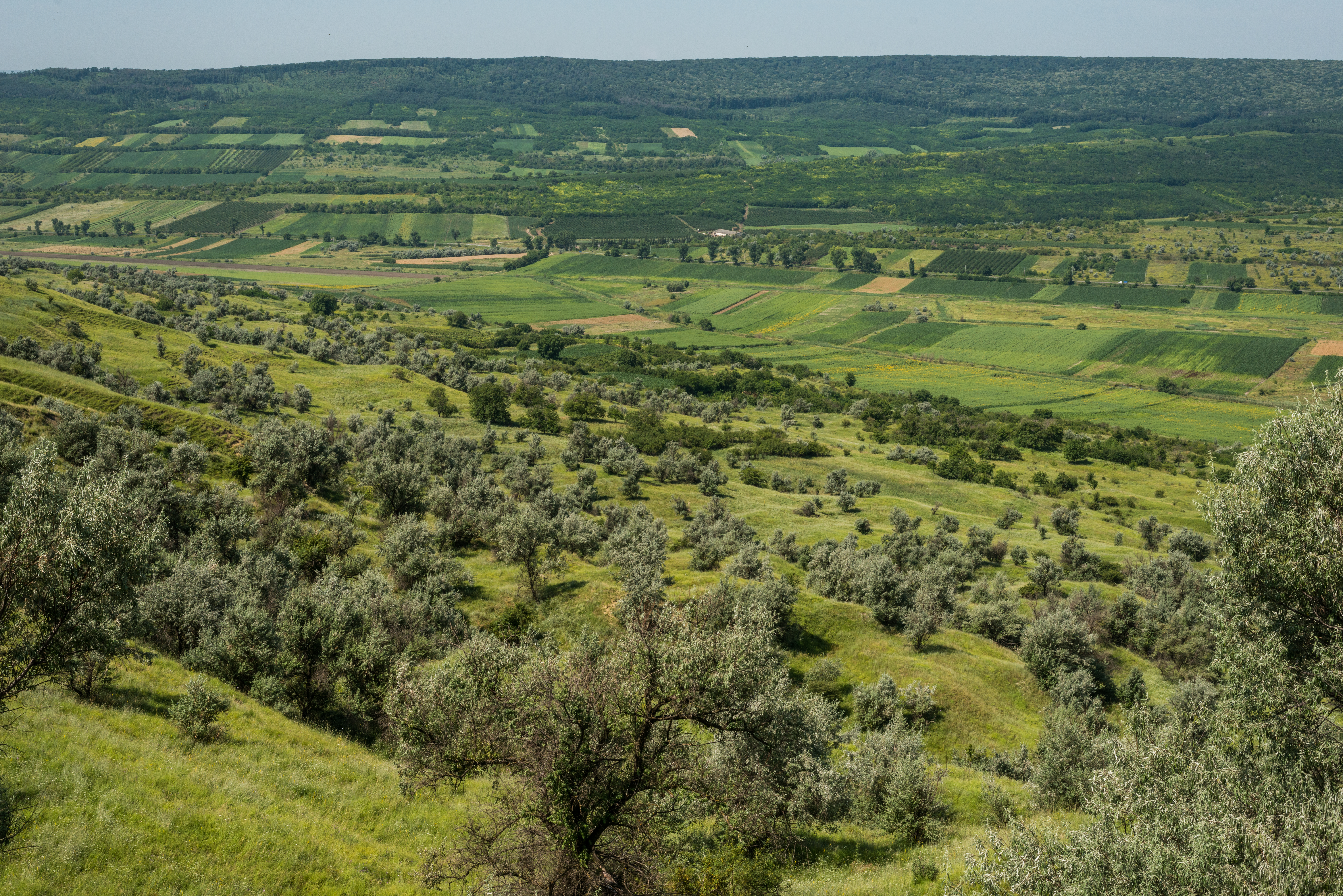
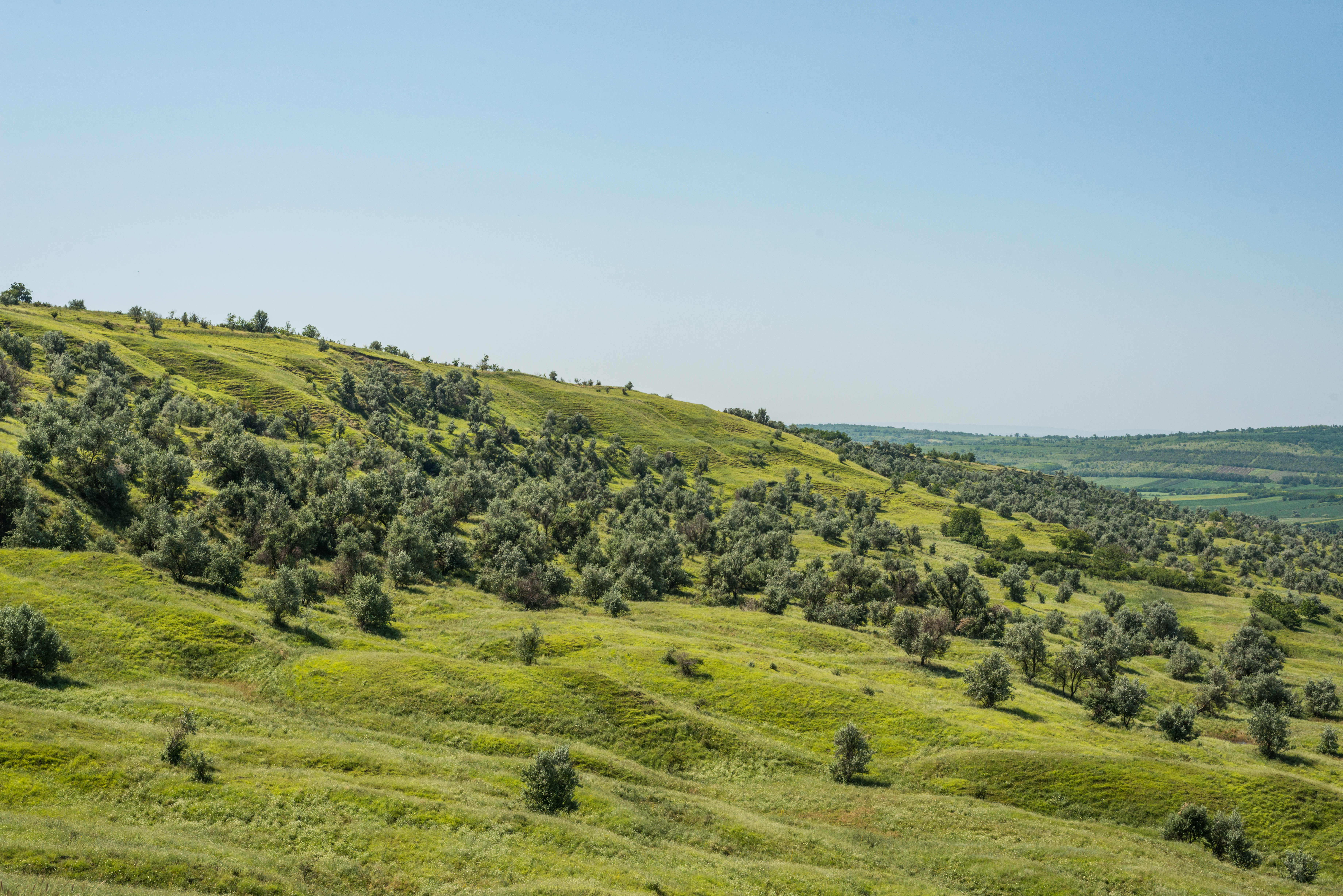
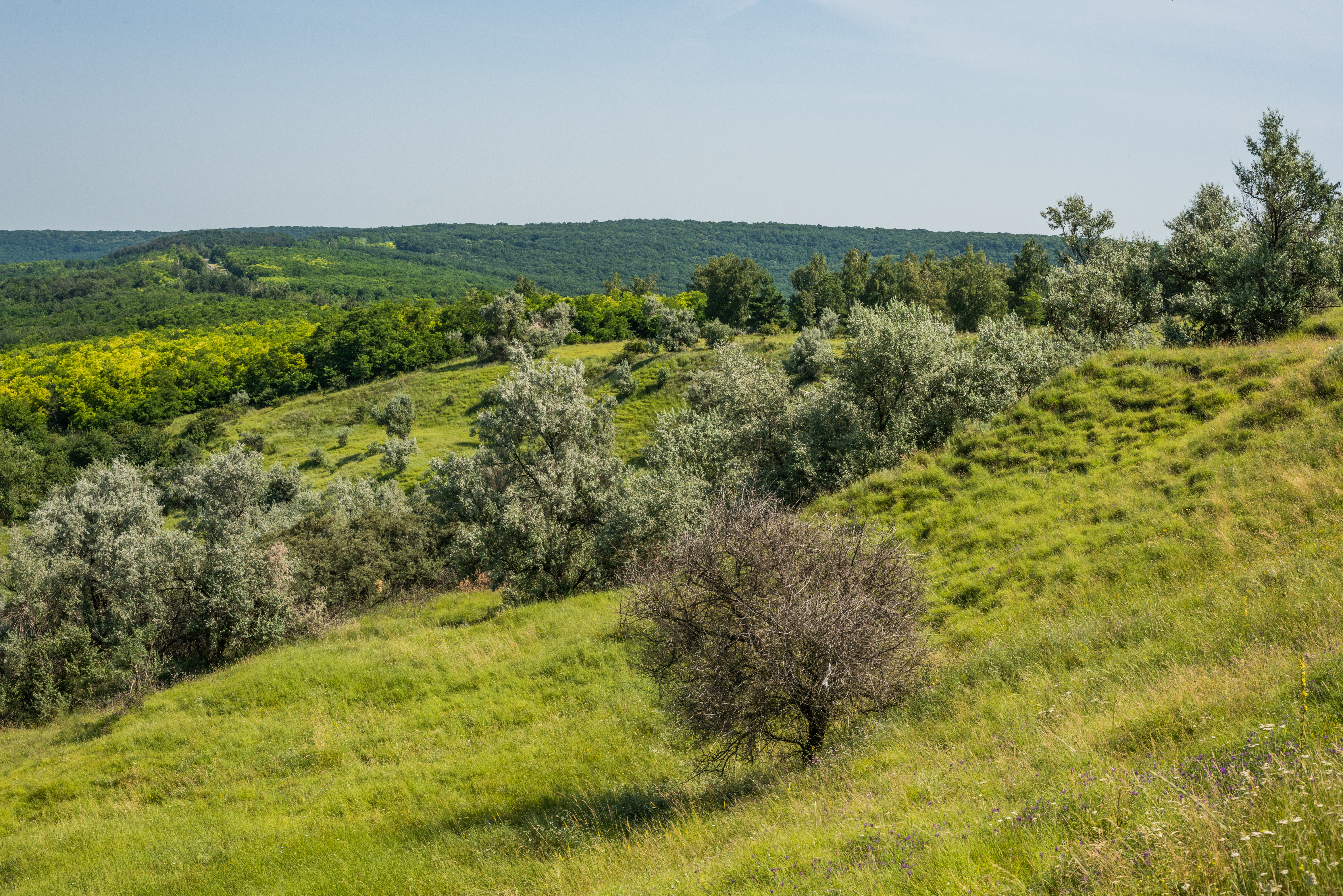
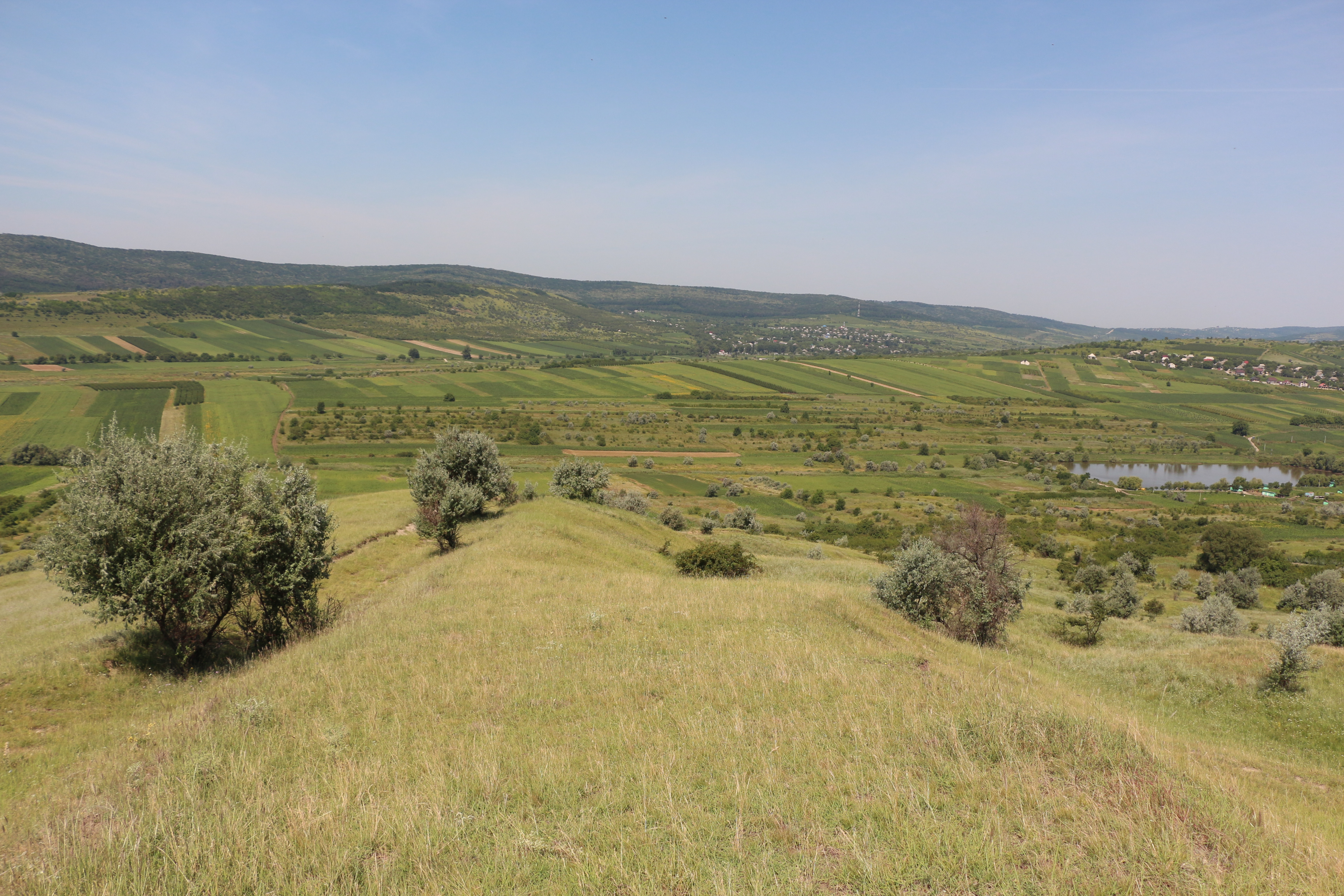

Fractura tectonică Seliște este un monument al naturii de tip geologic sau paleontologic în raionul Nisporeni, Republica Moldova. Este amplasat la 1 km sud de satul Seliște. Are o suprafață de 240 ha, fiind al doilea ca mărime monument al naturii geologic sau paleontologic din țară. Obiectul este administrat de Întreprinderea Agricolă „Moldova”.